# Millville (Ohio)
Millville – wieś w Stanach Zjednoczonych, w stanie Ohio, w hrabstwie Butler.